# Arizona Coyotes
Arizona Coyotes var en amerikansk ishockeyorganisation vars lag var baserat i Tempe, Arizona. Laget bildades 1972 som Winnipeg Jets och blev en medlemsorganisation till NHL 1979 när WHA lades ner. Jets flyttade 1996 till Arizona för att vara Phoenix Coyotes på grund av ekonomiska problem. Den 27 juni 2014 bytte organisationen namn till Arizona Coyotes. Den 18 april 2024 meddelades det att Ryan Smith och dennes Smith Entertainment Group köpte Coyotes ishockeyverksamhet från ägaren Alex Meruelo för en miljard amerikanska dollar. Smith betalade ytterligare 200 miljoner dollar i omlokaliseringsavgift till NHL för att få flytta ishockeyverksamheten till Salt Lake City i Utah för att bli Utah Hockey Club. Coyotes historia, namn och lagfärger ingick dock inte i affären utan dessa ägs fortfarande av Meruelo.
Hemmaarenan var Mullett Arena och invigdes i december 2022. Laget spelade i Central Division tillsammans med Chicago Blackhawks, Colorado Avalanche, Dallas Stars, Minnesota Wild, Nashville Predators, St. Louis Blues och Winnipeg Jets.
Coyotes vann aldrig Stanley Cup. De hade en del namnkunniga spelare genom åren som Shane Doan, Keith Tkachuk, Jeremy Roenick, Ed Jovanovski, Nikolaj Chabibulin, Claude Lemieux, Teppo Numminen, Oliver Ekman-Larsson, Rick Tocchet, Daniel Brière, Daymond Langkow och Radim Vrbata.

## Historia

### Professionell ishockey i Winnipeg
Det hela började 1972 för Winnipeg som stad när Winnipeg Jets bildades och började spela i World Hockey Association (WHA) och under dessa år var Jets som mest framgångsrik under organisationens existens när de bärgade tre Avco World Trophys (1976, 1978 och 1979) samt tre divisionstitlar (1972-73, 1975-1976 och 1977-1978). Inför säsongen 1979-1980 gick National Hockey League (NHL) och WHA ihop och NHL fick då ytterligare fyra expansionslag till ligan i Jets, Edmonton Oilers, New England Whalers och Quebec Nordiques. Tiden i NHL lyckades de aldrig bärga en titel men kvalificerade sig för slutspel elva av de sjutton säsonger man spelade och hade stjärnor som Teemu Selänne, Thomas Steen, Dale Hawerchuk, Dave Babych, Randy Carlyle, Paul MacLean och Laurie Boschman.
På 1990-talet började NHL att alltmer expandera i USA som medförde att driftkostnaderna och spelarlönerna började skena. Detta var förstås ett hårt slag mot samtliga kanadensiska lag men värst var det för de lag som inte var baserade i storstäder. Runt 1996 var den kanadensiska dollarn (C$) svag och gav C$1,36 mot varje amerikansk dollar ($) och samtidigt infördes en regel att även de kanadensiska lagen var tvungna att betala spelarlönerna i amerikanska dollar. Detta trots att intäkterna fortsatt var i kanadensiska dollar. Detta drag var ödesdigert och var en av faktorerna till slutet för Jets och NHL i Winnipeg. Senare under året valde ägaren Barry Shenkarow att sälja Jets, på grund av de ekonomiska problem som uppstod, till de amerikanska affärsmännen Richard Burke och Steven Gluckstern. De nya ägarna var överens om att Jets skulle in på den amerikanska ishockeymarknaden men först var det tänkt att laget skulle flyttas till Minnesota på grund av att delstaten hade fått se Minnesota North Stars flytta 1993 till Dallas, Texas och blev Dallas Stars. Men efter en tids förhandlingar med Phoenix-baserade affärsmannen Jerry Colangelo, blev det klart att Jets skulle flytta till Phoenix, Arizona och bli Phoenix Coyotes.
Den första tävlingsmatchen med det nya namnet spelades 5 oktober 1996 mot Hartford Whalers och blev en förlust med 0-1.  Den första hemmamatchen spelades 10 oktober samma år på America West Arena (numera Jobing.com Arena), klubbens ursprungliga hemmaarena, mot San Jose Sharks och den vanns med 4-1.

### Namnbyte
Den 29 januari 2014 meddelade Coyotes att man skulle byta namn på organisationen till Arizona Coyotes när säsongen 2014-2015 drar igång eftersom organisationens nya ägargrupp tyckte att man ville representera hela delstaten Arizona och inte enbart städerna Phoenix och Glendale. Den 23 juni samma år gick Coyotes ut och preciserade datumet för namnbytet och det var någon gång under dagen för 27 juni.

### Stanley Cup-spel

#### 1990-talet
- 1997 – Förlorade i första ronden mot Anaheim Mighty Ducks med 4–3 i matcher.
- 1999 – Förlorade i första ronden mot St. Louis Blues med 4–3 i matcher.

#### 2000-talet
- 2000 – Förlorade i första ronden mot Colorado Avalanche med 4–1 i matcher.
- 2009 – Missade slutspel.

#### 2010-talet
- 2010 – Förlorade i första ronden mot Detroit Red Wings med 4–3 i matcher.
- 2019 – Missade slutspel.

#### 2020-talet
- 2020 – Förlorade i första ronden mot Colorado Avalanche med 4–1 i matcher.
- 2024 – Missade slutspel.

## Nuvarande spelartrupp

### Spelartruppen 2023/2024
Senast uppdaterad: 18 april 2024.

Alla spelare som har kontrakt med Coyotes och har spelat för dem under aktuell säsong listas i spelartruppen. Spelarnas löner är i amerikanska dollar och är vad de skulle få ut om de vore i NHL-truppen under hela grundserien (oktober–april). Löner i kursiv stil är ej bekräftade.
| Målvakter                                                                                     | Målvakter | Målvakter              | Målvakter              | Målvakter         | Målvakter                           | Målvakter  | Målvakter | Målvakter | Målvakter      | Målvakter                   |
| Nrk                                                                                           |           | Namn                   | Namn                   | Födelsedatum      | Födelseort                          | Lön 23/24  |           | Kontrakt  | Kom till laget | Kom ifrån                   |
| --------------------------------------------------------------------------------------------- | --------- | ---------------------- | ---------------------- | ----------------- | ----------------------------------- | ---------- | --------- | --------- | -------------- | --------------------------- |
| 31                                                                                            | Kanada    | Matt Villalta          | Matt Villalta          | 3 juni 1999       | Kingston, Ontario, Kanada           | $775 000   | [ 16 ]    | 2024      | 2024           | Tucson Roadrunners          |
| 39                                                                                            | Kanada    | Connor Ingram          | Connor Ingram          | 31 mars 1997      | Saskatoon, Saskatchewan, Kanada     | $1 750 000 | [ 17 ]    | 2026      | 2022           | Milwaukee Admirals          |
| 70                                                                                            | Tjeckien  | Karel Vejmelka         | Karel Vejmelka         | 25 maj 1996       | Třebíč, Tjeckien                    | $3 150 000 | [ 18 ]    | 2025      | 2021           | HC Kometa Brno              |
| Backar                                                                                        |           |                        |                        |                   |                                     |            |           |           |                |                             |
| Nr                                                                                            |           | Namn                   | Namn                   | Födelsedatum      | Födelseort                          | Lön 23/24  |           | Kontrakt  | Kom till laget | Kom ifrån                   |
| 3                                                                                             | Kanada    | Josh Brown             | Josh Brown             | 21 januari 1994   | London, Ontario, Kanada             | $1 300 000 | [ 19 ]    | 2024      | 2022           | Boston Bruins               |
| 4                                                                                             | Finland   | Juuso Välimäki         | Juuso Välimäki         | 6 oktober 1998    | Nokia, Finland                      | $1 000 000 | [ 20 ]    | 2024      | 2022           | Stockton Heat               |
| 5                                                                                             | USA       | Michael Kesselring     | Michael Kesselring     | 13 januari 2000   | New Hampton, New Hampshire, USA     | $925 000   | [ 21 ]    | 2024      | 2023           | Tucson Roadrunners          |
| 33                                                                                            | Kanada    | Travis Dermott         | Travis Dermott         | 22 december 1996  | Newmarket, Ontario, Kanada          | $800 000   | [ 22 ]    | 2024      | 2023           | Vancouver Canucks           |
| 50                                                                                            | Kanada    | Sean Durzi             | Sean Durzi             | 21 oktober 1998   | Mississauga, Ontario, Kanada        | $2 000 000 | [ 23 ]    | 2024      | 2023           | Los Angeles Kings           |
| 52                                                                                            | Belarus   | Uladzislaŭ Kaljatjonak | Uladzislaŭ Kaljatjonak | 26 maj 2001       | Minsk, Vitryssland                  | $775 000   | [ 24 ]    | 2024      | 2023           | Tucson Roadrunners          |
| 55                                                                                            | Tyskland  | Maksymilian Szuber     | Maksymilian Szuber     | 25 augusti 2002   | Opole, Polen                        | $857 500   | [ 25 ]    | 2026      | 2024           | Tucson Roadrunners          |
| 64                                                                                            | Slovakien | Patrik Koch            | Patrik Koch            | 8 december 1996   | Bratislava, Slovakien               | $847 500   | [ 26 ]    | 2024      | 2024           | Tucson Roadrunners          |
| 77                                                                                            | Sverige   | Victor Söderström      | Victor Söderström      | 26 februari 2001  | Skutskär, Sverige                   | $832 500   | [ 27 ]    | 2024      | 2024           | Tucson Roadrunners          |
| 90                                                                                            | Schweiz   | Janis Moser            | Janis Moser            | 6 juni 2000       | Biel, Schweiz                       | $925 000   | [ 28 ]    | 2024      | 2021           | Tucson Roadrunners          |
| 95                                                                                            | Kanada    | Cameron Crotty         | Cameron Crotty         | 5 maj 1999        | Ottawa, Ontario, Kanada             | $775 000   | [ 29 ]    | 2024      | 2024           | Tucson Roadrunners          |
| Forwards                                                                                      |           |                        |                        |                   |                                     |            |           |           |                |                             |
| Nr                                                                                            |           | Namn                   | Pos                    | Födelsedatum      | Födelseort                          | Lön 23/24  |           | Kontrakt  | Kom till laget | Kom ifrån                   |
| 8                                                                                             | USA       | Nick Schmaltz          | HF/C                   | 23 februari 1996  | Madison, Wisconsin, USA             | $7 500 000 | [ 30 ]    | 2026      | 2018           | Chicago Blackhawks          |
| 9                                                                                             | USA       | Clayton Keller         | VF/HF                  | 29 juli 1998      | Chesterfield, Missouri, USA         | $6 000 000 | [ 31 ]    | 2028      | 2017           | Boston University Terriers  |
| 11                                                                                            | Kanada    | Dylan Guenther         | HF                     | 10 april 2003     | Edmonton, Alberta, Kanada           | $925 000   | [ 32 ]    | 2025      | 2024           | Tucson Roadrunners          |
| 15                                                                                            | Kanada    | Alexander Kerfoot      | VF/HF                  | 11 augusti 1994   | Vancouver, British Columbia, Kanada | $3 000 000 | [ 33 ]    | 2025      | 2023           | Toronto Maple Leafs         |
| 17                                                                                            | USA       | Nick Bjugstad          | C/HF                   | 17 juli 1992      | Minneapolis, Minnesota, USA         | $2 100 000 | [ 34 ]    | 2025      | 2023           | Edmonton Oilers             |
| 21                                                                                            | Slovakien | Miloš Kelemen          | HF                     | 6 juli 1999       | Lučenec, Slovakien                  | $830 000   | [ 35 ]    | 2024      | 2023           | Tucson Roadrunners          |
| 22                                                                                            | Kanada    | Jack McBain            | C                      | 6 januari 2000    | Toronto, Ontario, Kanada            | $1 599 999 | [ 36 ]    | 2025      | 2022           | Boston College Eagles       |
| 25                                                                                            | Kanada    | Justin Kirkland        | VF/HF                  | 2 augusti 1996    | Camrose, Alberta, Kanada            | $775 000   | [ 37 ]    | 2024      | 2024           | Tucson Roadrunners          |
| 29                                                                                            | Kanada    | Barrett Hayton         | C/VF                   | 9 juni 2000       | Kitchener, Ontario, Kanada          | $2 130 000 | [ 38 ]    | 2024      | 2019           | Sault Ste. Marie Greyhounds |
| 38                                                                                            | Kanada    | Liam O'Brien           | VF                     | 29 juli 1994      | Halifax, Nova Scotia, Kanada        | $800 000   | [ 39 ]    | 2024      | 2021           | Colorado Avalanche          |
| 49                                                                                            | USA       | John Leonard           | VF/HF                  | 7 augusti 1998    | Westwood, New Jersey, USA           | $775 000   | [ 40 ]    | 2024      | 2024           | Tucson Roadrunners          |
| 53                                                                                            | Kanada    | Michael Carcone        | VF/C                   | 19 maj 1996       | Ajax, Ontario, Kanada               | $775 000   | [ 41 ]    | 2025      | 2023           | Tucson Roadrunners          |
| 63                                                                                            | Finland   | Matias Maccelli        | VF                     | 14 oktober 2000   | Åbo, Finland                        | $3 000 000 | [ 42 ]    | 2026      | 2022           | Tucson Roadrunners          |
| 67                                                                                            | Kanada    | Lawson Crouse          | VF/HF                  | 23 juni 1997      | Mount Brydges, Ontario, Kanada      | $4 600 000 | [ 43 ]    | 2027      | 2016           | Kingston Frontenacs         |
| 72                                                                                            | USA       | Travis Boyd            | C/HF                   | 14 september 1993 | Hopkins, Minnesota, USA             | $2 000 000 | [ 44 ]    | 2024      | 2021           | Vancouver Canucks           |
| 73                                                                                            | Tjeckien  | Jan Jeník              | C                      | 15 september 2000 | Nymburk, Tjeckien                   | $775 000   | [ 45 ]    | 2024      | 2023           | Tucson Roadrunners          |
| 85                                                                                            | Finland   | Aku Räty               | C                      | 5 juni 2001       | Uleåborg, Finland                   | $867 500   | [ 46 ]    | 2025      | 2024           | Tucson Roadrunners          |
| 91                                                                                            | USA       | Josh Doan              | HF/C                   | 1 februari 2002   | Scottsdale, Arizona, USA            | $925 000   | [ 47 ]    | 2026      | 2024           | Tucson Roadrunners          |
| 92                                                                                            | USA       | Logan Cooley           | C                      | 4 maj 2004        | Pittsburgh, Pennsylvania, USA       | $950 000   | [ 48 ]    | 2026      | 2023           | Minnesota Golden Gophers    |
| Positioner: C – HF – VF – YF \| C = Lagkapten; A = Assisterande lagkapten \| = Långtidsskadad |           |                        |                        |                   |                                     |            |           |           |                |                             |

#### Spelargalleri

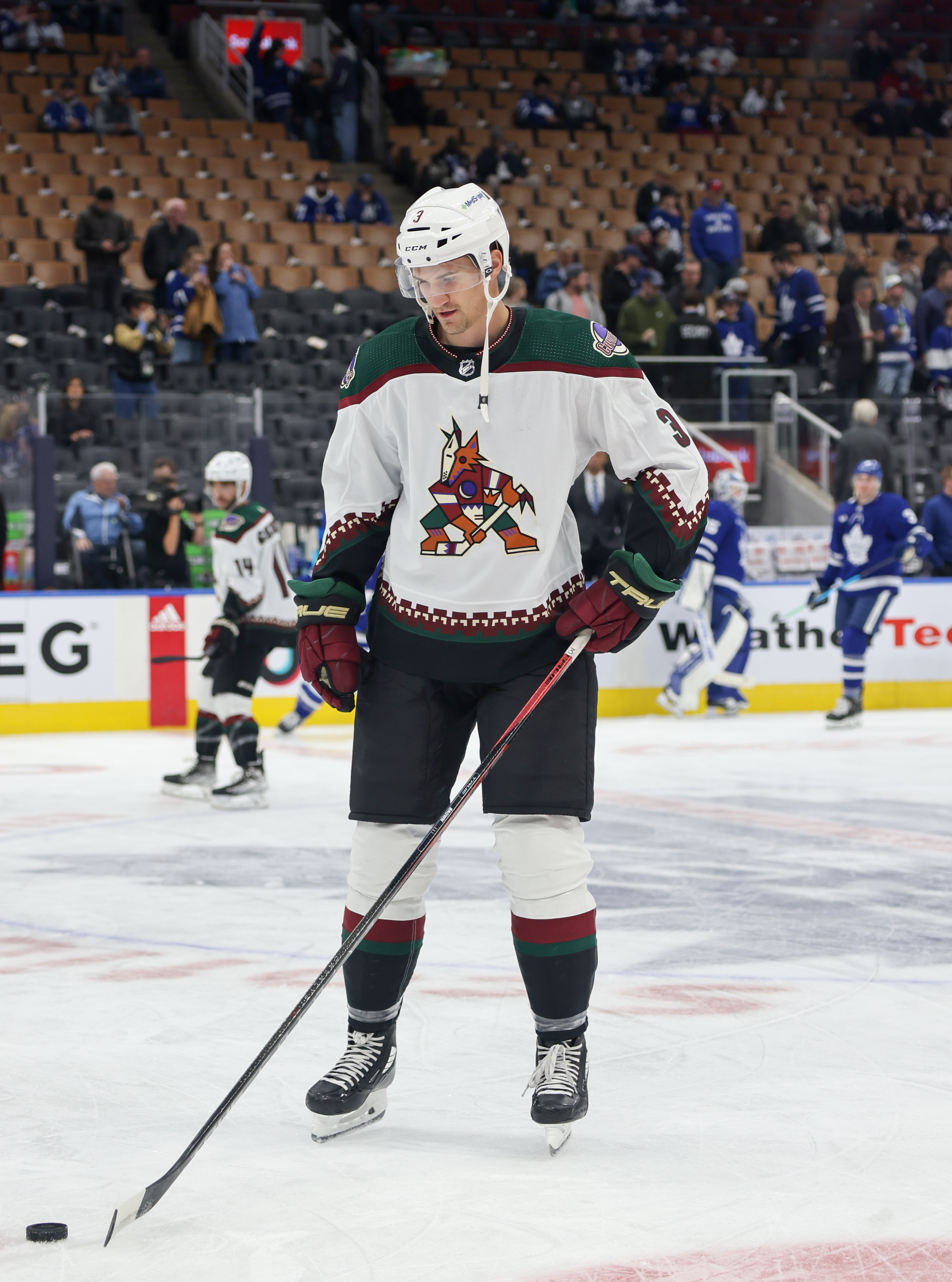
Josh Brown
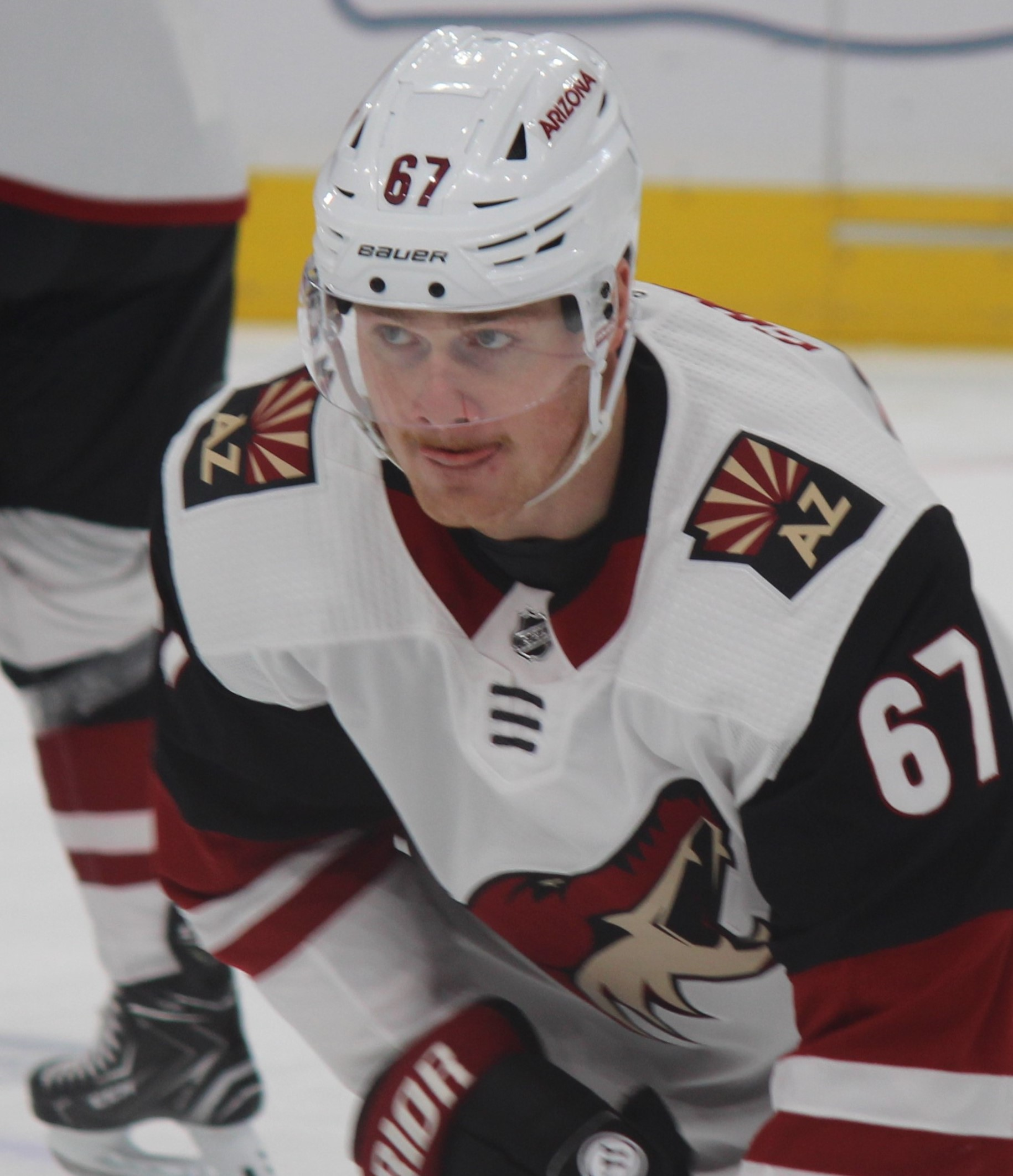
Lawson Crouse
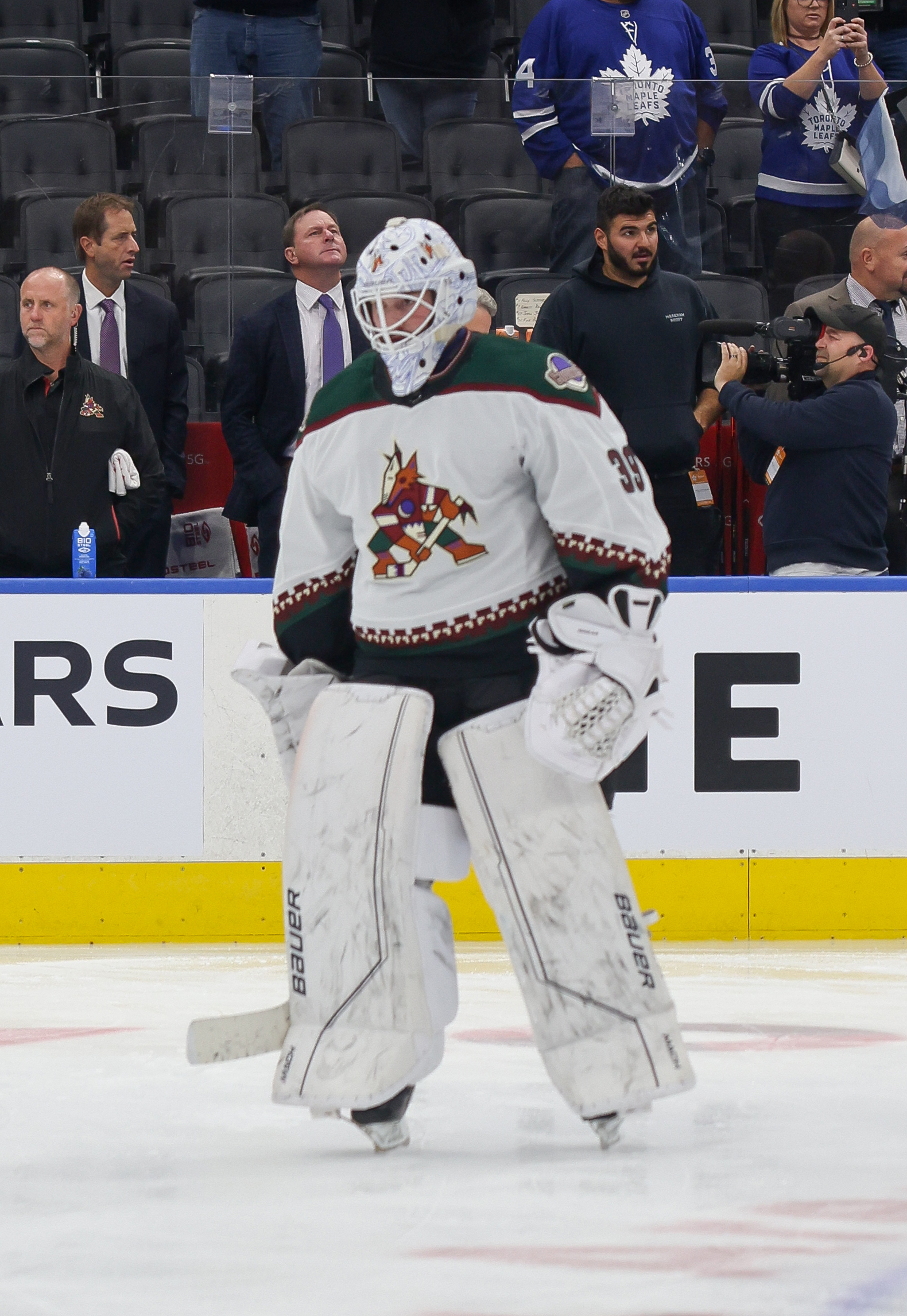
Connor Ingram
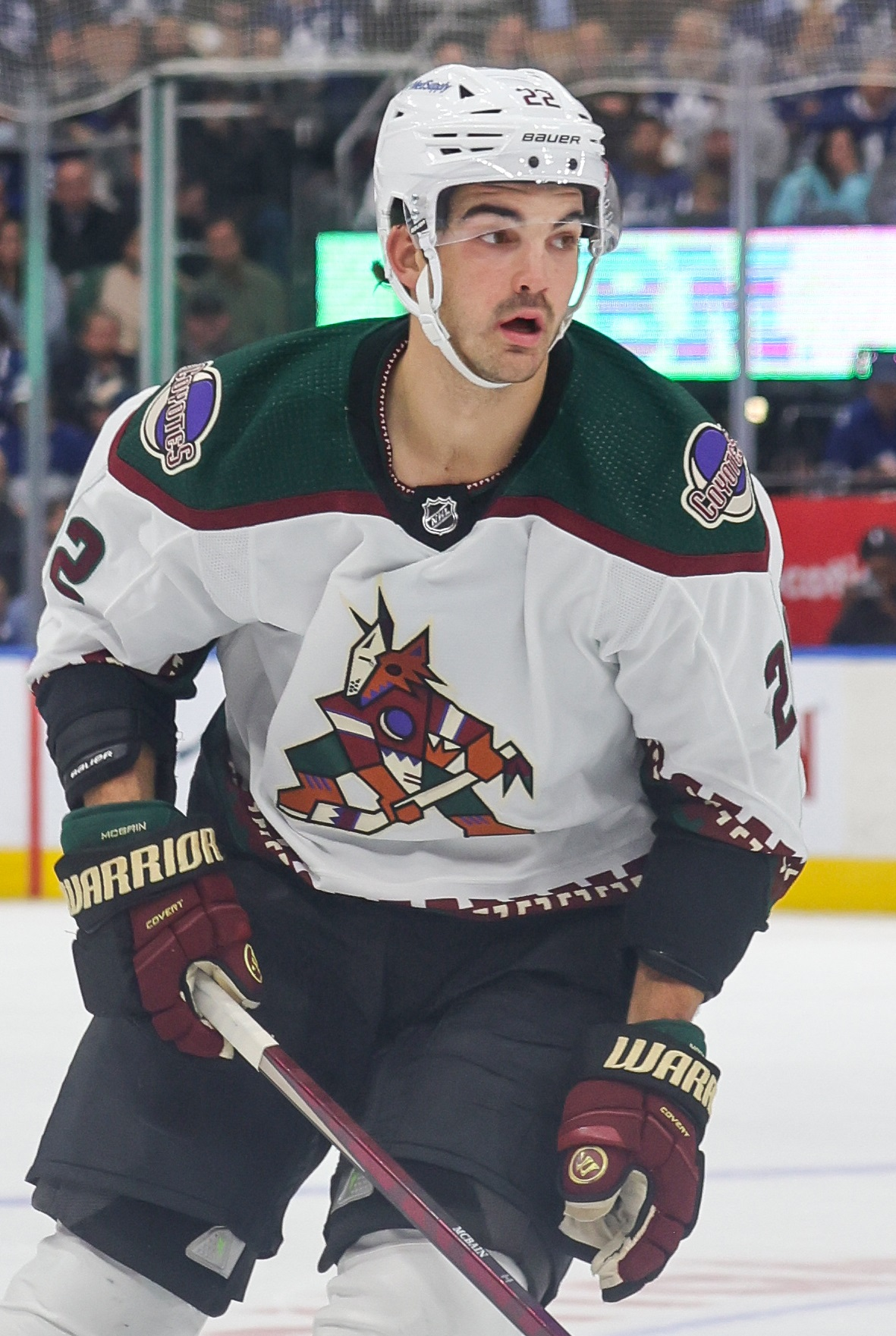
Jack McBain
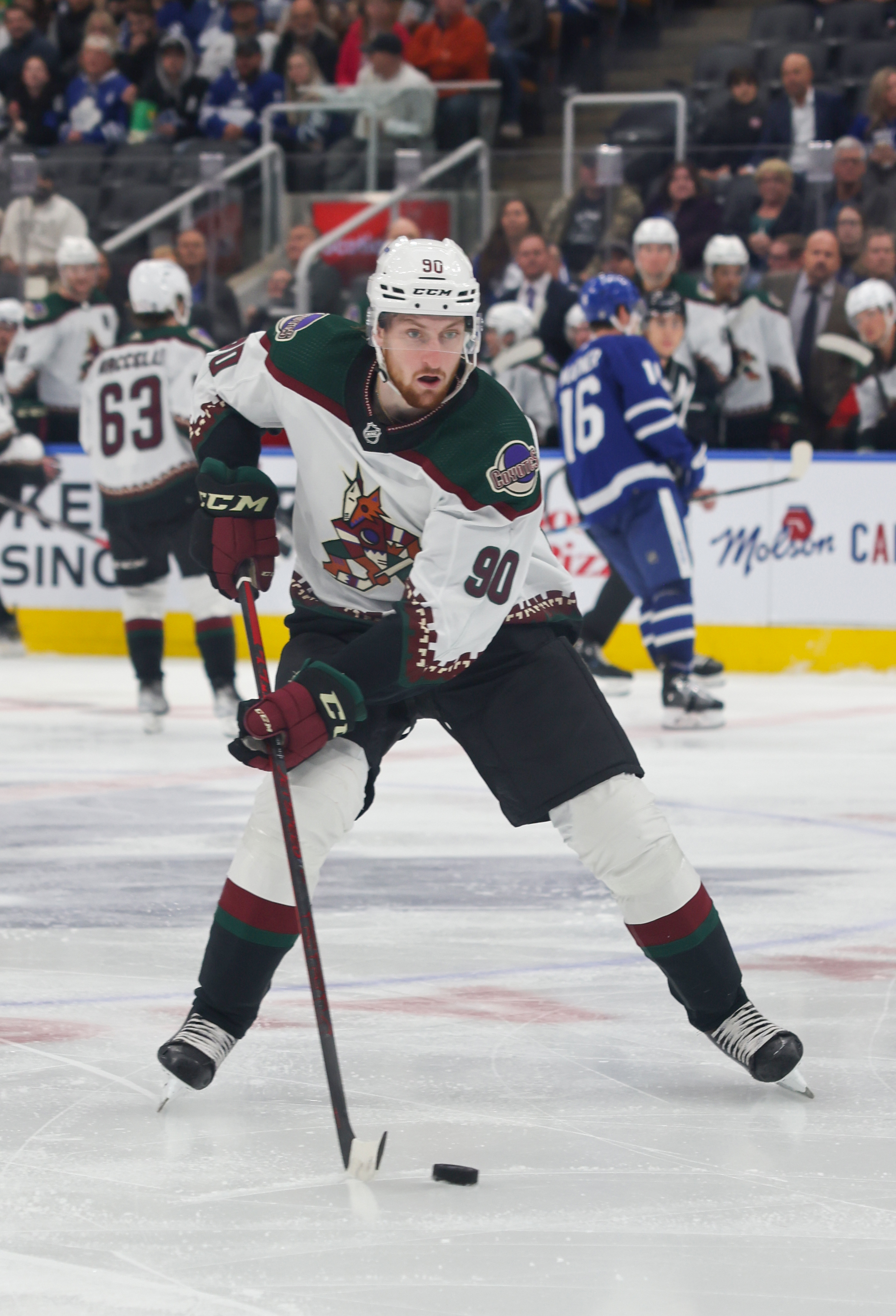
Janis Moser
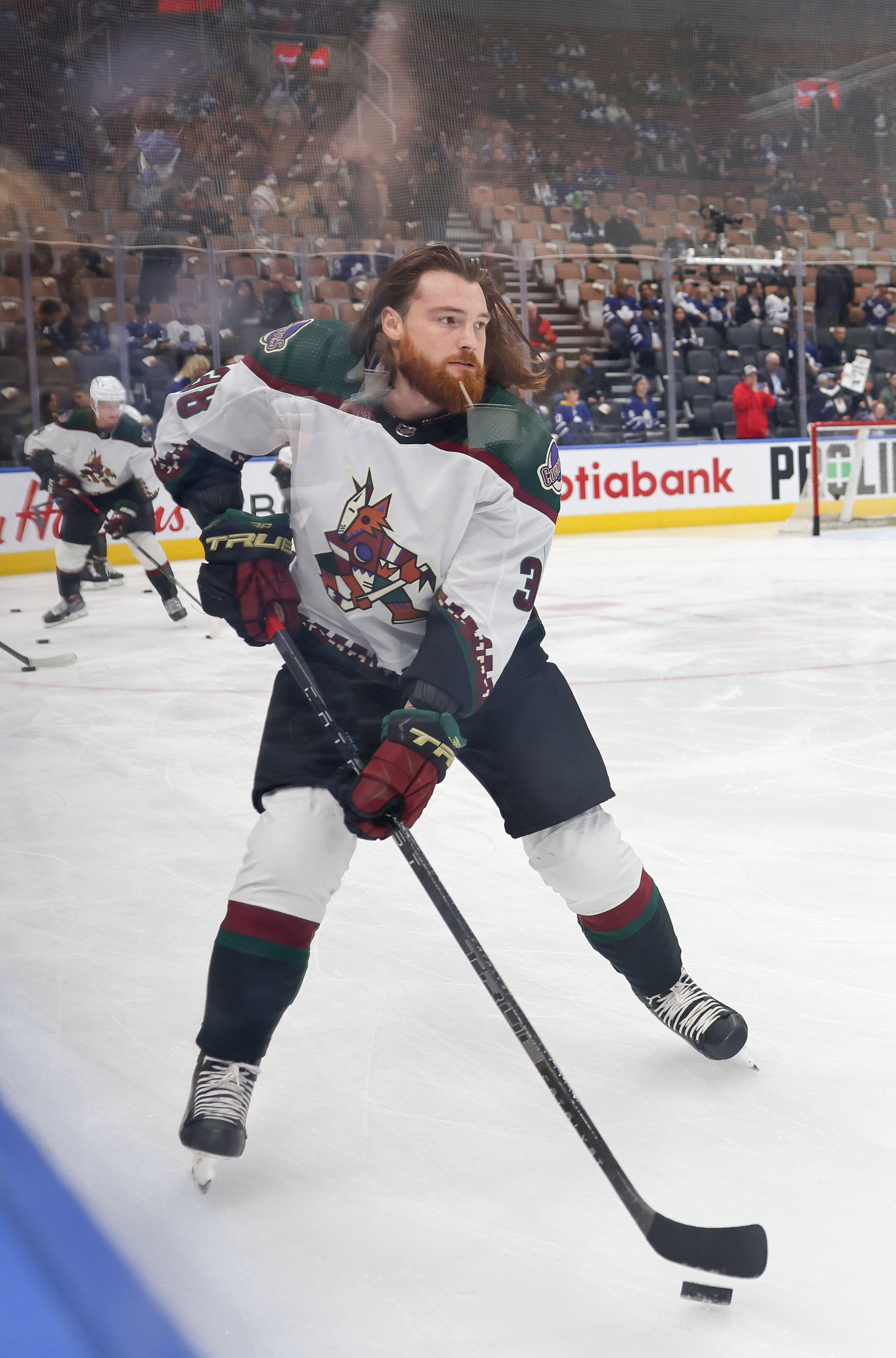
Liam O'Brien
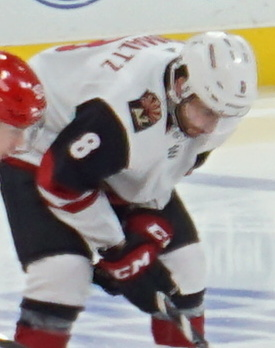
Nick Schmaltz
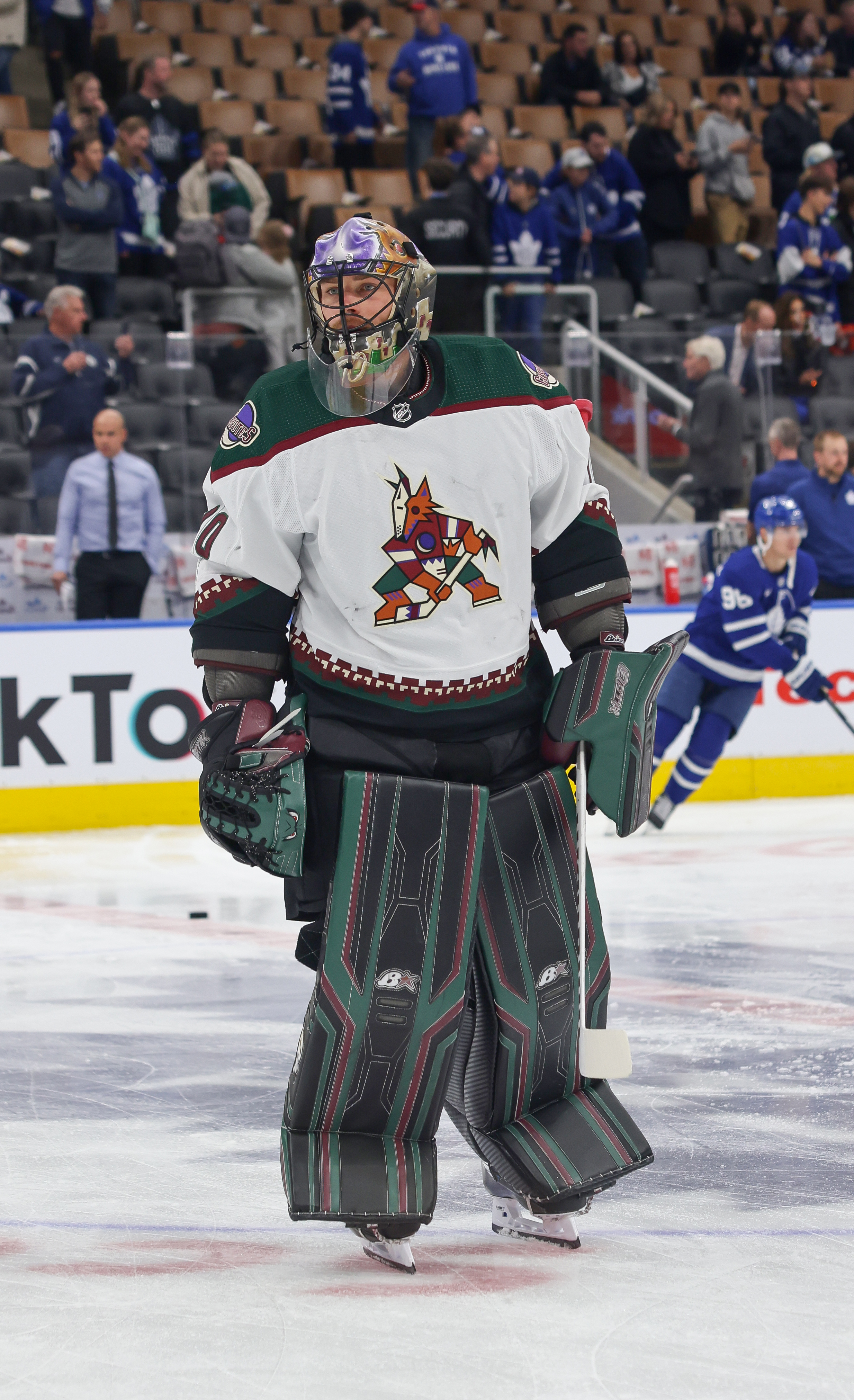
Karel Vejmelka
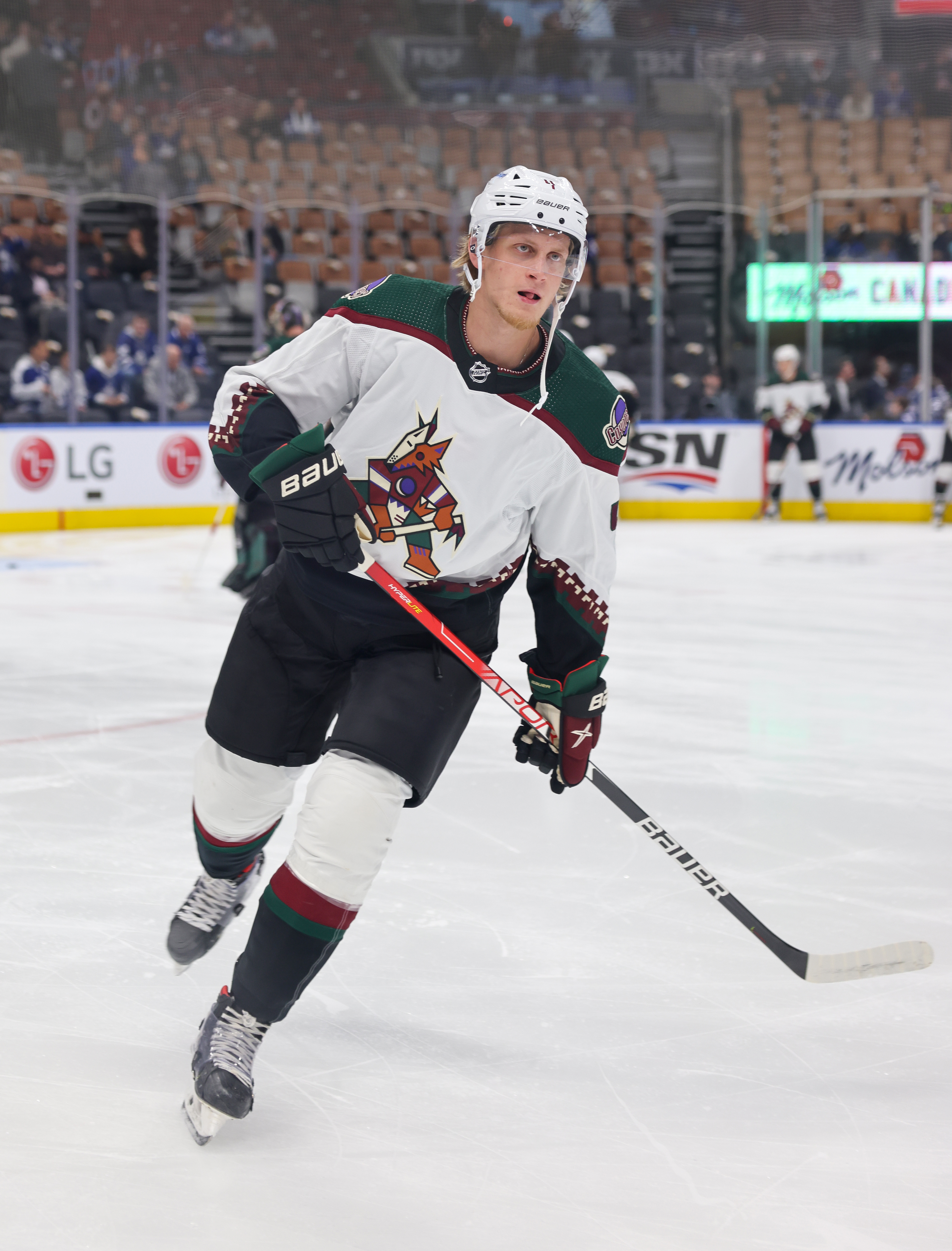
Juuso Välimäki

## Staben

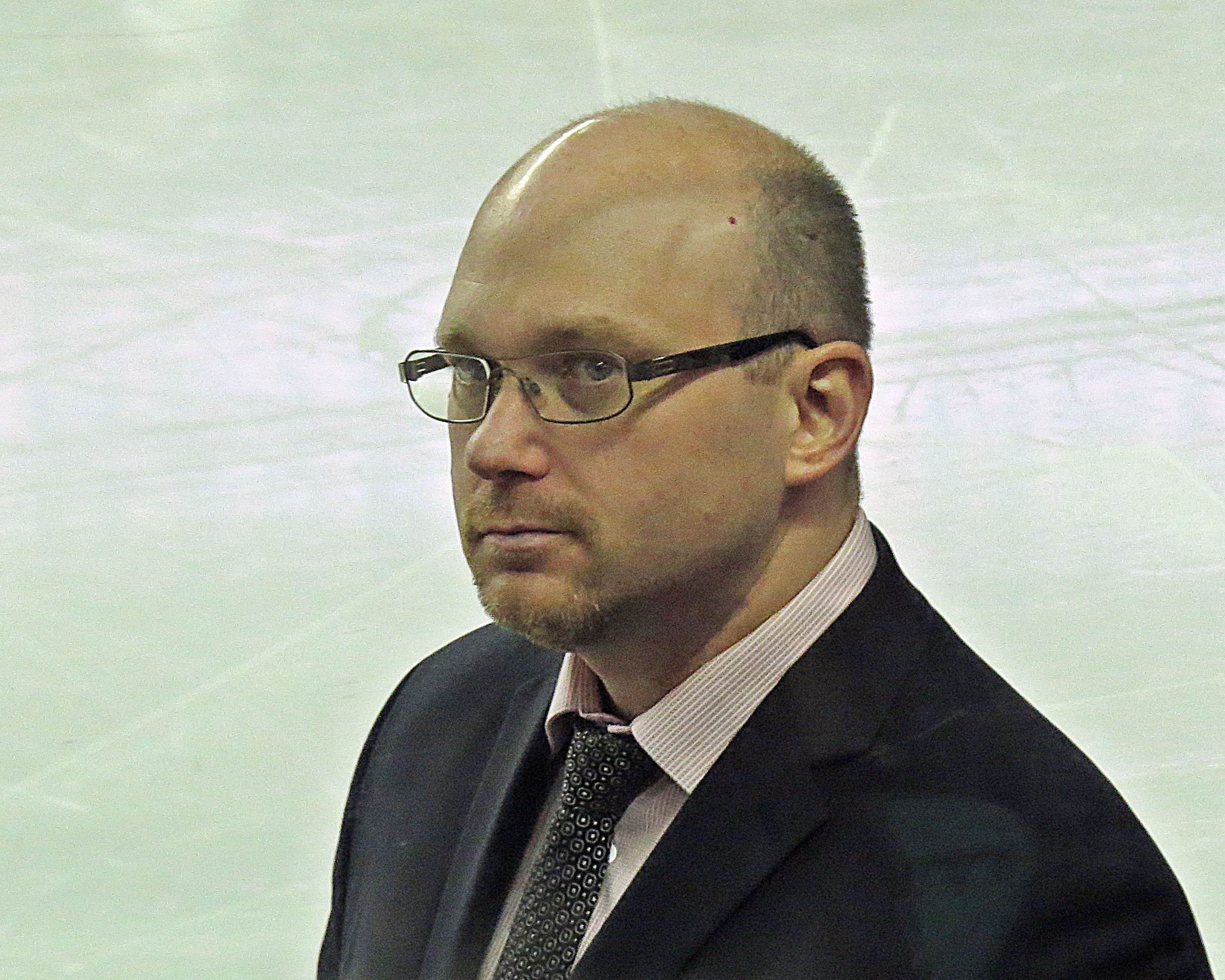
André Tourigny, 2013.

Uppdaterat: 2 juli 2021.
| Yrkestitel                | Namn           |
| ------------------------- | -------------- |
| General manager           | Bill Armstrong |
| Chef för spelarpersonalen | Scott Walker   |
| Tränare                   | André Tourigny |
| Assisterande tränare      | Phil Housley   |
|                           | Cory Stillman  |
|                           | Jay Varady     |
| Målvaktstränare           | Corey Schwab   |
| Tekniktränare             | Jeff Ulmer     |
| Videocoach                | Steve Peters   |

## Utmärkelser
För pensionerade nummer, HoF, troféer, GM, coacher och lagkaptener för Winnipeg Jets, se Winnipeg Jets.

### Pensionerade nummer
Coyotes har pensionerat tre spelarnummer och samtidigt fortsatt att hedrat Jets beslut att pensionera Bobby Hulls och Thomas Steens spelarnummer. Bobby Hulls nr 9 togs ner igen inför säsongen 2005/2006 så att hans son, Brett Hull, kunde använda den. NHL själva har pensionerat ett spelarnummer så att ingen annan spelare får någonsin bära den igen i ligan.
| - #7 Keith Tkachuk, 1992–2001 - #9 Bobby Hull, 1972–1980 - #10 Dale Hawerchuk, 1981–1990 - #25 Thomas Steen, 1981–1995 | - #27 Teppo Numminen, 1988–2003 - #97 Jeremy Roenick, 1996–2001, 2006–2007 - #99 Wayne Gretzky, (NHL) |

### Hall of Famers

#### Spelare
| - Mike Gartner (Invald 2001) - Spelade i Coyotes mellan 1996 och 1998. | - Brett Hull (Invald 2009) - Spelade i Coyotes 2005. |

### Troféer

#### Lag
| Pacific Division (1) - 2011–2012 Jack Adams Award (2) - Bob Francis: 2001–2002 - Dave Tippett: 2009–2010 | King Clancy Memorial Trophy (1) - Shane Doan: 2009–2010 Mark Messier Leadership Award (1) - Shane Doan: 2011–2012 NHL General Manager of the Year Award (1) - Don Maloney: 2009–2010 |

## General manager
| - John Paddock, 1996–1997 - Bobby Smith, 1996–2001 - Cliff Fletcher, 2001 - Mike Barnett, 2001–2007 | - Don Maloney, 2007–2016 - John Chayka, 2016–2020 - Steve Sullivan, 2020 - Bill Armstrong, 2020– |

## Tränare
| - Don Hay, 1996–1997 - Jim Schoenfeld, 1997–1999 - Bob Francis, 1999–2004 - Rick Bowness, 2004 | - Wayne Gretzky, 2005–2009 - Dave Tippett, 2009–2017 - Rick Tocchet, 2017–2021 - André Tourigny, 2021– |

## Lagkaptener
| - Keith Tkachuk, 1996–2001 - Teppo Numminen, 2001–2003 - Shane Doan, 2003–2017 | - Ingen lagkapten utsedd, 2017–2018 - Oliver Ekman Larsson, 2018–2021 |

## Statistik
Gemensam statistik för både Coyotes och Jets.

Uppdaterat: 4 maj 2017.

### Poängledare
Topp tio för mest poäng i klubbens historia. Siffrorna uppdateras efter varje genomförd säsong.

Pos = Position; SM = Spelade matcher; M = Mål; A = Assists; P = Poäng; P/M = Poäng per match * = Fortfarande aktiv i laget ** = Fortfarande aktiv i NHL

#### Grundserie
| Spelare         | Pos | SM    | M   | A   | P   | P/M  |
| Shane Doan*     | HF  | 1466  | 395 | 560 | 955 | .65  |
| Dale Hawerchuk  | C   | 713   | 379 | 550 | 929 | 1.30 |
| Thomas Steen    | C   | 950   | 264 | 553 | 817 | .86  |
| Keith Tkachuk   | VF  | 640   | 323 | 300 | 623 | .97  |
| Teppo Numminen  | B   | 1,098 | 108 | 426 | 534 | .48  |
| Paul MacLean    | HF  | 527   | 248 | 270 | 518 | .98  |
| Douglas Smail   | VF  | 691   | 189 | 208 | 397 | .57  |
| Laurie Boschman | C   | 526   | 152 | 227 | 379 | .72  |
| Jeremy Roenick  | C   | 454   | 152 | 227 | 379 | .83  |
| Morris Lukowich | VF  | 431   | 168 | 177 | 345 | .80  |

#### Slutspel
| Spelare          | Pos | SM | M  | A  | P  | P/M  |
| Dale Hawerchuk   | C   | 38 | 16 | 33 | 49 | 1.28 |
| Thomas Steen     | C   | 56 | 12 | 32 | 44 | .78  |
| Keith Tkachuk    | VF  | 44 | 19 | 9  | 28 | .63  |
| Shane Doan*      | HF  | 55 | 15 | 13 | 28 | .50  |
| Paul MacLean     | HF  | 35 | 16 | 10 | 26 | .74  |
| David Ellett     | B   | 33 | 4  | 16 | 20 | .60  |
| Keith Yandle*    | B   | 27 | 3  | 16 | 19 | .70  |
| Jeremy Roenick   | C   | 18 | 9  | 9  | 18 | 1.00 |
| Fredrik Olausson | B   | 35 | 4  | 13 | 17 | .48  |
| Randy Carlyle    | B   | 31 | 3  | 14 | 17 | .54  |

## Svenska spelare
Uppdaterat: 4 maj 2017.

M = Matcher, V = Vinster, F = Förluster, ÖF = Förluster på övertid eller straffar, MIN = Spelade minuter, IM = Insläppta Mål, N = Hållit nollan, GIM = Genomsnitt insläppta mål per match, R% = Räddningsprocent, SC = Vunnit Stanley Cup
| Målvakter        | Målvakter | Målvakter | Målvakter | Målvakter | Målvakter | Målvakter | Målvakter | Målvakter | Målvakter | Målvakter | Målvakter | Målvakter | Målvakter | Målvakter | Målvakter | Målvakter | Målvakter | Målvakter |
| Spelare          | Nr        | Från      | Till      | M¹        | V¹        | F¹        | ÖF¹       | GIM¹      | R%¹       | N¹        | M²        | V²        | F²        | Ö²        | GIM²      | R%²       | N²        | SC        |
| ---------------- | --------- | --------- | --------- | --------- | --------- | --------- | --------- | --------- | --------- | --------- | --------- | --------- | --------- | --------- | --------- | --------- | --------- | --------- |
| Mikael Tellqvist | 32        | 2006      | 2009      | 67        | 27        | 24        | 6         | 2,99      | ,900      | 0         | 0         | 0         | 0         | -         | 0,00      | ,000      | 0         | 0         |
| Anders Lindbäck  | 32        | 2015      | 2016      | 19        | 13        | 5         | 7         | 3,11      | ,894      | 0         | 0         | 0         | 0         | -         | 0,00      | ,000      | 0         | 0         |

K/A = Varit lagkapten eller assisterande lagkapten, M = Matcher, Må = Mål, A = Assister, P = Poäng, Utv = Utvisningsminuter, SC = Vunnit Stanley Cup
| Utespelare           | Utespelare | Utespelare | Utespelare | Utespelare | Utespelare | Utespelare | Utespelare | Utespelare | Utespelare | Utespelare | Utespelare | Utespelare | Utespelare | Utespelare | Utespelare | Utespelare |
| Spelare              | Pos        | Nr         | K/A        | Från       | Till       | M¹         | Må¹        | A¹         | P¹         | Utv¹       | M²         | Må²        | A²         | P²         | Utv²       | SC         |
| -------------------- | ---------- | ---------- | ---------- | ---------- | ---------- | ---------- | ---------- | ---------- | ---------- | ---------- | ---------- | ---------- | ---------- | ---------- | ---------- | ---------- |
| Mikael Renberg       | HF         | 20         |            | 2000       | 2000       | 10         | 2          | 4          | 6          | 2          | 5          | 1          | 2          | 3          | 4          | 0          |
| Fredrik Sjöström     | HF         | 20         |            | 2003       | 2008       | 261        | 32         | 41         | 73         | 126        | 0          | 0          | 0          | 0          | 0          | 0          |
| Mathias Tjärnqvist   | VF         | 22         |            | 2007       | 2008       | 104        | 9          | 11         | 20         | 36         | 0          | 0          | 0          | 0          | 0          | 0          |
| Joakim Lindström     | C          | 36         |            | 2008       | 2009       | 44         | 9          | 11         | 20         | 28         | 0          | 0          | 0          | 0          | 0          | 0          |
| Anders Eriksson      | B          | 22         |            | 2009       | 2010       | 12         | 0          | 3          | 3          | 2          | 0          | 0          | 0          | 0          | 0          | 0          |
| Oliver Ekman Larsson | B          | 23         | A/K        | 2010       | 2021       | 796        | 128        | 260        | 388        | 482        | 25         | 2          | 6          | 8          | 16         | 0          |
| David Rundblad       | B          | 2          |            | 2011       | 2014       | 26         | 0          | 5          | 5          | 6          | 0          | 0          | 0          | 0          | 0          | 0          |
| Niklas Hjalmarsson   | B          | 4          | A          | 2017       | 2021       | 198        | 2          | 27         | 29         | 94         | 9          | 0          | 1          | 1          | 6          | 0          |
| Loui Eriksson        | VF         | 21         |            | 2021       | 2022       | 73         | 3          | 16         | 19         | 6          | 0          | 0          | 0          | 0          | 0          | 0          |
| Johan Larsson        | C          | 22         |            | 2020       | 2022       | 81         | 14         | 15         | 29         | 54         | 0          | 0          | 0          | 0          | 0          | 0          |
| Patrik Nemeth        | B          | 2          |            | 2022       | 2023       | 75         | 0          | 5          | 5          | 30         | 0          | 0          | 0          | 0          | 0          | 0          |
| Victor Söderström    | B          | 77         |            | 2020       | 2024       | 53         | 1          | 10         | 11         | 30         | 0          | 0          | 0          | 0          | 0          | 0          |

¹ = Grundserie
² = Slutspel

## Första draftval
| - 1996: Dan Focht (Coyotes, Penguins) (2001–2004, B) Vald som nummer elva. - 1996: Daniel Brière (Coyotes, Sabres, Flyers, Canadiens, Avalanche) (1997–2015, C) Vald som nummer 24. - 1997: Coyotes saknade val i förstarundan. - 1998: Patrick DesRochers (Coyotes, Hurricanes) (2001–2003, MV) Vald som nummer 14. - 1999: Scott Kelman (Spelade aldrig i NHL.) (, C) Vald som nummer 15. - 1999: Kirill Safronov (Coyotes, Thrashers) (2001–2003, B) Vald som nummer 19. - 2000: Krys Kolanos (Coyotes, Oilers, Wild, Flames) (2001–2006, 2008–2009, 2011–2012, C) Vald som nummer 19. - 2001: Fredrik Sjöström (Coyotes, Rangers, Flames, Maple Leafs) (2003–2011, VF) Vald som nummer elva. - 2002: Jakub Koreis (Har ännu inte spelat i NHL.) (, C) Vald som nummer 19. - 2002: Ben Eager (Flyers, Blackhawks, Thrashers, Sharks, Oilers) (2005–2014, C) Vald som nummer 23. - 2003: Organisationen saknade val i förstarundan. - 2004: Blake Wheeler (Bruins, Thrashers, Jets) (2008–, HF) Vald som nummer fem. | - 2005: Martin Hanzal (Coyotes, Canadiens) (2007–, C) Vald som nummer 17. - 2006: Peter Mueller (Coyotes, Avalanche, Panthers) (2007–2013, VF) Vald som nummer åtta. - 2006: Chris Summers (Coyotes, Rangers) (2010–, B) Vald som nummer 29. - 2007: Kyle Turris (Coyotes, Senators) (2007–, C) Vald som nummer tre. - 2006: Nick Ross (Har ännu inte spelat i NHL.) (, B) Vald som nummer 30. - 2008: Mikkel Bødker (Coyotes, Avalanche, Sharks) (2008–, HF) Vald som nummer åtta. - 2008: Viktor Tichonov (Coyotes, Blackhawks) (2008–2009, 2015–2016, B) Vald som nummer 28. - 2009: Oliver Ekman Larsson (Coyotes) (2010–, B) Vald som nummer sex. - 2010: Brandon Gormley (Coyotes, Avalanche) (2013–2016, B) Vald som nummer 13. - 2010: Mark Visentin (Coyotes) (2013–2014, MV) Vald som nummer 27. | - 2011: Connor Murphy (Coyotes) (2013–, B) Vald som nummer 20. - 2012: Henrik Samuelsson (Coyotes) (2014–2015, HF) Vald som nummer 27. - 2013: Max Domi (Coyotes) (2015–, C) Vald som nummer tolv. - 2014: Brendan Perlini (Coyotes) (2016–, VF) Vald som nummer tolv. - 2015: Dylan Strome (Coyotes) (2016–, C) Vald som nummer tre. - 2015: Nick Merkley (Har ännu inte spelat i NHL.) (, HF) Vald som nummer 30. - 2016: Clayton Keller (Coyotes) (2017–, C) Vald som nummer sju. - 2016: Jakob Chychrun (Coyotes) (2016–, B) Vald som nummer 16. |